# Українсько-тувалуанські відносини
Українсько-тувалуанські відносини — відносини між Україною та Тувалу.
Україна та Тувалу встановили дипломатичні 27 вересня 2012 року.
Інтереси громадян України в Тувалу захищає Посольство України в Австралії.

## Історія
Тувалу не брала участі у голосуванні резолюції ГА ООН «Територіальна цілісність України» від 27.03.2014 р., підтримала резолюції «Ситуація з правами людини в АРК» у 2016—2020 рр. (у 2021 р. — не голосувала) та резолюції «Проблема мілітаризації АРК» у 2018 та 2020 рр. (у 2019 та 2021 рр. — не голосувала).
Після початку повномасштабної збройної агресії Росії Тувалу підтримала усі українські резолюції в ГА ООН, а також приєдналась до колективних заяв Форуму тихоокеанських островів щодо ситуації в Україні, які містили засудження вторгнення Росії та порушення суверенітету і територіальної цілісності України, заклик до РФ припинити спробу незаконної анексії українських територій, забезпечити деескалацію ситуації та вивести російські війська за лінію міжнародно визнаних кордонів України.

## Торгівля
У 2021 році загальний обсяг торгівлі товарами між Україною і Тувалу склав 9,3 тис. дол. США (український імпорт).